# ピリッポス5世
ピリッポス5世（希: Φίλιππος Ε΄, ラテン文字表記：Philippos V, フィリッポスとも、紀元前238年 - 紀元前179年）は、アンティゴノス朝マケドニア王国の王（在位：紀元前221年 - 紀元前179年）である。父はデメトリオス2世で、息子にはアンティゴノス朝最後の王ペルセウスがいる。
ピリッポス5世は第一次マケドニア戦争、第二次マケドニア戦争にて西方からの新興勢力であった共和政ローマと戦ったが敗北し、以降はローマとの同盟関係を重視また利用してマケドニアのギリシア近隣での影響力の強化に努めた。

## 幼少期
紀元前229年に父王が没すると、ピリッポスがいまだ幼少であったため従兄のアンティゴノス3世ドソンが王として政務を担った。紀元前221年、ピリッポスが17歳の時にアンティゴノスが没すると王位に就く。未だ歳若い王であったが、マケドニア北部からのダルダニ人の進攻を食い止めるなど統率力を見せた。
紀元前220年から紀元前217年にかけてギリシアで内紛が生じるとピリッポス5世の扇動に応じる形でヘレネス同盟の軍がコリントに集結、同盟の主導権を握った彼はアイトリア、スパルタ、エリスに対して軍事行動を起こす。この一連の行動により彼はギリシアでの指導的な立場を確立し、ギリシア外でもその名が知られるようになった。

## 第1次マケドニア戦争
ギリシアでの地位を確立したピリッポス5世はやがてアドリア海湾岸部でのローマの影響力を阻害しようと画策する。まず彼は海路よりイリュリアに進攻し、初回はうまくいかなかったものの再度進攻して成功を収め、イリュリアを支配下にする。また第2次ポエニ戦争を利用して紀元前215年にはローマに進攻中のカルタゴの武将ハンニバルと同盟を結び、ローマと対抗していく。しかしながら紀元前211年にローマがアイトリア同盟と同盟関係となるとピリッポス5世の影響力は次第に衰えていき、さらにローマの支援を受けたペルガモンのアッタロス1世の進攻を受けるなど劣勢に立たされるようになった。
劣勢になりつつあるものの、いまだマケドニアは健在でピリッポス5世はにわかに勢力を増してきたアカイア同盟の指導者フィロポイメンに近づいてローマの隙を突いて紀元前207年にはペルガモンの勢力をギリシア本土から一掃、アイトリア地方の宗教的な中心地であるテルムムを陥落させ、アイトリアの諸都市を屈服させ、ローマの息のかかったギリシア諸都市とフォエニケの和約を結び、有利に戦局を進める事に成功した。時勢に乗るピリッポス5世はこれを機にセレウコス朝のアンティオコス3世と共同でまだ若年のプトレマイオス朝の王プトレマイオス5世の支配下にあったエーゲ海地方に進攻するも、マケドニアの攻勢を恐れるペルガモン、ロドスなど他のギリシア諸都市は紀元前201年にピリッポス5世を海戦で破る。この同時期に西方のローマもカルタゴを下していた。

## 第2次マケドニア戦争
第2次ポエニ戦争が終わり、カルタゴの脅威がなくなると共和政ローマとの関係に軋轢が生じる。紀元前200年にローマがマケドニアがギリシア諸都市の安全を脅かしていると干渉、ギリシアに軍団の派兵を決めると武力で対抗、しかし紀元前197年のキュノスケファライの戦いでローマの指揮官フラミニヌスに致命的な敗北をする。

## 戦争後
戦後、マケドニアとローマとの間で条約が結ばれるが、マケドニアは1000タレントの賠償金を支払わされ、息子デメトリオスは人質としてローマに送られた。その後はローマと親睦を深めスパルタと対立し、スパルタ王ナビスがローマと戦った際にはローマ側を支援した。またピリッポス5世は、ローマとセレウコス朝のアンティオコス3世との対立にもローマ側として支援している。この支援の見返りとして、紀元前190年にスキピオ・アフリカヌスとスキピオ・アシアティクスがマケドニアを訪問した際に残りの賠償金を免除され、デメトリオスもローマの人質から解放された。
ピリッポス5世はその後、財政再建などマケドニア国内の再構築に着手する。しかしこれがローマの警戒心を促し、ペルガモンなどの近隣諸都市からの要請により、再びローマの内政干渉を受けてしまう。廃位を憂慮したピリッポス5世はバルカン半島の影響力を軍事、外交によって拡張しようとするが、親ローマ派になっていた息子デメトリオスによって阻害されてしまう。やがてローマよりマケドニア王への即位を促された弟デメトリオスと王位継承者である兄ペルセウスとの間で確執が起こり、ペルセウスにけしかけられたピリッポス5世はデメトリオスを処刑した。この件を深く悔やんだピリッポスは健康を害するようになり、1年後アンフィポリスにて没した。